# ایولینا کابررا
ایولینا کابررا (انگلیسی: Evelina Cabrera؛ زادهٔ ۲۶ سپتامبر ۱۹۸۶) مربی فوتبال و مدیر ورزشی اهل آرژانتین است. او بیشتر به دلیل فعالیت‌هایش در زمینه مبارزه با نابرابری و حقوق زنان به‌ویژه در حوزه ورزش شناخته شده است.
وی همچنین برندهٔ جوایزی همچون ۱۰۰ زن بی‌بی‌سی شده‌است.

## زندگی و حرفه
ایولینا در زمینه‌ای آسیب‌پذیر به دنیا آمد اما با تلاش و پشتکار، پس از گذراندن دوره بازیگری‌اش، تبدیل به یک مدیر و مربی فوتبال شد. او در ۲۷ سالگی فدراسیون فوتبال زنان آرژانتین را تاسیس کرد.
او چندین تیم فوتبال از جمله تیم زنان نابینا را بنیان گذاشت، به زندانیان آموزش داد و از طریق ورزش و آموزش در جهت کمک به زنان و دختران آسیب‌پذیر فعالیت کرد. او یکی از نخستین مربیان زن در آرژانتین است و در کتاب زندگی‌نامه خود به طور مفصل در مورد مبارزه‌اش با نابرابری نوشته است.